# Cintra (arquitectura)
En arquitectura, se llama cintra a la figura curva, arcada o bóveda de piedra o de madera cuyas piezas se apoyan unas sobre otras y por su mutuo empuje o tendencia hacia su centro contribuyen a la solidez. 
Se llama clave a la pieza que cierra la cintra por arriba y que por su peso, aprieta las piezas vecinas y las mantiene en su sitio. Su forma es la de una cuña.
- Una bóveda en semicírculo se llama plena cintra.
- La cintra rebajada es más baja que la anterior.
- La cintra superada es más alta que la plena cintra.
- La cintra rampante sigue la rampa de una escalera o de un arbotante.